# Nicolas Notovič

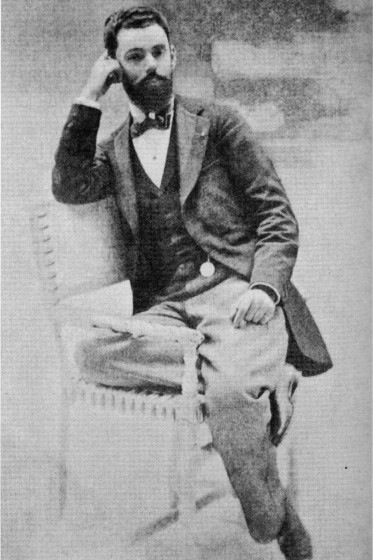
Nicolas Notovitch

Nicolaj Aleksandrovič Notovič, noto anche come Nicolas Notovič (in russo Николай Александрович Нотович?; Kerč', 1858 – ...), è stato un giornalista russo.

## Biografia
Aristocratico di origine ebree è conosciuto per un suo libro, La vie inconnue de Jesus Christ (1894), che parla della vita di Gesù Cristo durante il periodo mancante nei racconti dei Vangeli. L'opera, basata su un falso manoscritto, risultò però essere una truffa. Notovič scrisse vari altri libri. Non si conoscono il luogo, le circostanze e la data della sua morte.

### La vita sconosciuta di Gesù

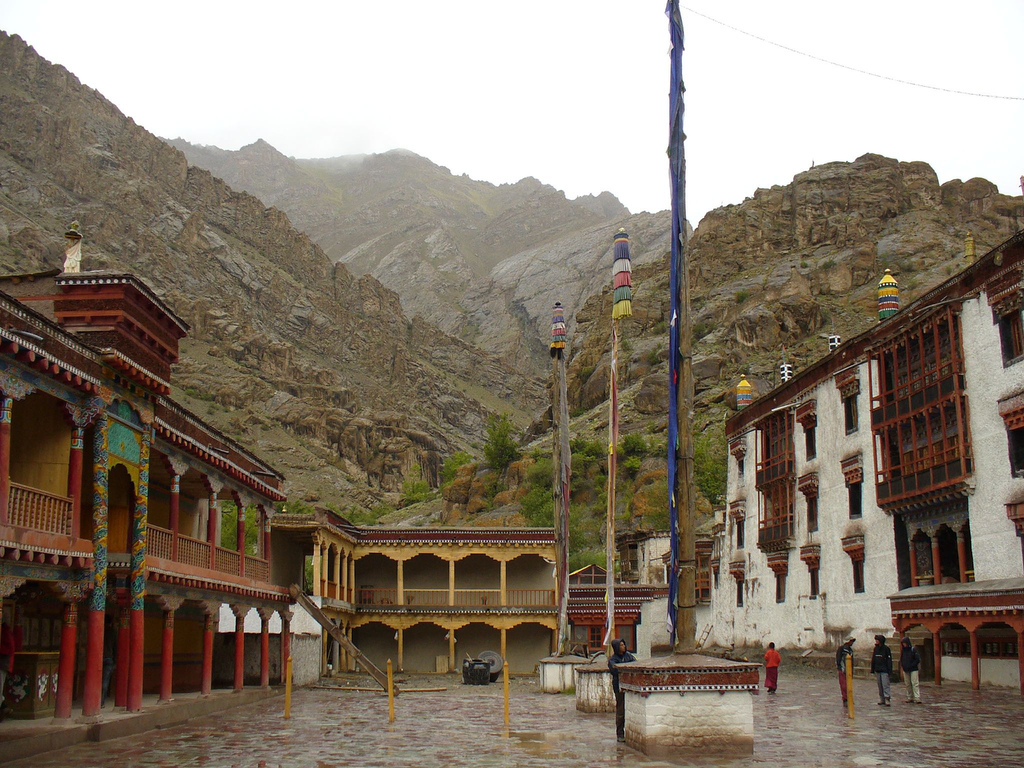
Il gompa di Hemis nel 2006

Nel 1887 Notovitch affermò di aver fatto un viaggio con dei mercanti in India, e di essere capitato nel monastero (gompa) di Hemisnel in Ladakh, di passaggio durante una delle sue esplorazioni. Disse che, andando via dal monastero, si ruppe una gamba e venne riportato indietro per essere medicato. Il capo dei monaci gli mostrò un rotolo che conteneva la storia del viaggio in India di Gesù, chiamato in questi rotoli Issah, lo stesso nome usato dagli Arabi. Il documento, poi rivelatosi falso, si sarebbe intitolato Vita di Sant'Issa, il migliore dei Figli degli Uomini - essendo Isa il nome arabo di Gesù nell'Islam. La storia di Notovitch, con una traduzione de La Vita di Sant'Issa, venne pubblicata in francese nel 1894 col titolo La vie inconnue de Jesus Christ (Vita sconosciuta di Gesù Cristo).
Gli scritti di Notovitch provocarono subito una tempesta di polemiche, dalla quale Notovitch uscì a pezzi. L'attacco principale al suo racconto venne guidato dall'orientalista Max Müller, che già aveva smascherato Jacolliot. Müller affermò che i monaci del gompa avevano imbrogliato Notovitch (o gli avevano giocato uno scherzo) o che egli stesso avesse creato o falsificato le prove. Muller poi scrisse al monastero di Hemis e il lama responsabile rispose che non c'erano stati visitatori occidentali al monastero da quindici anni e non esistevano documenti che si riferissero alla storia di Notovitch.
J. Archibald Douglas poi visitò il monastero di Hemis e intervistò il lama responsabile del posto, che affermò che Notovitch non era mai stato lì. L'indologo Leopold von Schroeder chiamò i resoconti di Notovitch una "grossa menzogna". Wilhelm Schneemelcher sostiene che le dichiarazioni di Notovich furono presto comprovate falsificazioni e che a tutt'oggi nessuno ha mai avuto modo di vedere i manoscritti che Notovitch asserì di aver posseduto. Notovich agli inizi ribatté alle accuse per difendersi. Ma una volta che la sua storia venne riesaminata dagli storici, Notovitch confessò di aver falsificato le prove. Il critico testuale Bart Ehrman afferma che "oggi non c'è un singolo studioso di fama su questa terra che abbia dei dubbi sulla questione. L'intera storia è stata inventata da Notovitch, che guadagnò un bel po' di soldi e una notevole quantità di notorietà per la sua beffa".